# سان جیوزپه یاتو
سان جیوزپه یاتو (به ایتالیایی: San Giuseppe Jato) یک کومونه در ایتالیا است که در استان پالرمو واقع شده‌است. سان جیوزپه یاتو ۲۹ کیلومتر مربع مساحت و ۸٬۳۴۹ نفر جمعیت دارد و ۴۶۳ متر بالاتر از سطح دریا واقع شده‌است.